# Valbondione
Valbondione é uma comuna italiana da região da Lombardia, província de Bérgamo, com cerca de 1.156 habitantes. Estende-se por uma área de 95 km², tendo uma densidade populacional de 12 hab/km². Faz fronteira com Carona, Gandellino, Gromo, Piateda (SO), Ponte in Valtellina (SO), Teglio, Vilminore di Scalve.

## Demografia
| Variação demográfica do município entre 1861 e 2011                               |
|                                                                                   |
| Fonte: Istituto Nazionale di Statistica (ISTAT) - Elaboração gráfica da Wikipedia |